# Yoshinori Matsuda
Yoshinori Matsuda (jap. 松田 考功, Matsuda Yoshinori; * 14. August 1974 in der Präfektur Saitama) ist ein ehemaliger japanischer Fußballspieler.

## Karriere
Matsuda erlernte das Fußballspielen in der Schulmannschaft der Omiya Higashi High School. Seinen ersten Vertrag unterschrieb er 1993 bei den Urawa Reds. Der Verein spielte in der höchsten Liga des Landes, der J1 League. 1995 wechselte er zum Zweitligisten Tosu Futures (heute: Sagan Tosu). Für den Verein absolvierte er 131 Spiele. Ende 2002 beendete er seine Karriere als Fußballspieler.